# 下埃尔巴赫
下埃尔巴赫是德国莱茵兰-普法尔茨州的一个市镇。总面积4.43平方公里，总人口1008人，其中男性490人，女性518人（2011年12月31日），人口密度228人/平方公里。